# Institut Wacława Felczaka pro polsko-maďarskou spolupráci
Institut Wacława Felczaka pro polsko-maďarskou spolupráci je polský institut zaměřený na polsko-maďarskou spolupráci, zřízený na základě zákona ze dne 8. února 2018. Patronem Institutu je prof. Wacław Felczak, historik, odborník na střední Evropu, výzkumník polsko-maďarských vztahů, karpatský kurýr během druhé světové války.

## Popis
Podle zákona je ústav státní právnickou osobou. Orgány institutu jsou rada a ředitel. Rada se skládá z odborníků na polsko-maďarské vztahy a osob, jejichž zkušenosti nebo autorita jsou schopny zaručit řádné plnění úloh institutu.
Předseda polské vlády Mateusz Morawiecki rozhodnutím z 1. srpna 2018 jmenoval ředitelem institutu doc. Dr. hab. Macieje Szymanowského.
Mezi úkoly institutu patří:
1. předávat mladším generacím význam polsko-maďarské tradice
2. posilovat spolupráci a navazovat kontakty mezi zástupci mladé generace, zejména v oblasti kultury a sportu
3. podporovat vědeckou spolupráci, iniciativy a vědecké a vzdělávací projekty zaměřené na vzájemné poznávání jazyka, kultury, historie a politiky obou zemí
4. podporovat vzájemné inovativní myšlení polsko-maďarských kulturních, hospodářských a politických organizací s cílem posílit konkurenceschopnost obou zemí
5. financovat nebo spolufinancovat projekty polsko-maďarské spolupráce
6. analyzovat politické, hospodářské a sociální změny v Evropě, které ovlivňují bezpečnost a rozvoj Polska a Maďarska

Institut sponzoruje výzkumné a publicistické aktivity, realizuje stipendijní a překladatelský program a školský vzdělávací program maďarského jazyka v Polsku a polského jazyka v Maďarsku. V obci Krasiczyn organizuje Polsko-maďarskou letní univerzitu – školu lídrů, a v Budapešti Letní visegrádskou akademii na Národní univerzitě veřejné služby v Budapešti. Institut rovněž spravuje trojjazyčný informační portál kurier.plus a zabývá se vydavatelskou činností. Od roku 2022 Institut organizuje vědomostní soutěž pro střední školy s názvem „Polsko-Maďarsko – Historie přátelství“.
V Maďarsku existuje partnerská Nadace Wacława Felczaka, kterou v roce 2018 založila maďarská vláda. Cílem nadace je stejně jako v případě polského institutu rozvíjet vzájemnou spolupráci.